# Médaille du centenaire du Canada
 (mai 2021).
Si vous disposez d'ouvrages ou d'articles de référence ou si vous connaissez des sites web de qualité traitant du thème abordé ici, merci de compléter l'article en donnant les références utiles à sa vérifiabilité et en les liant à la section « Notes et références ».
La Médaille du centenaire du Canada (Canadian Centennial Medal en anglais) est une médaille commémorative frappée par la Monnaie royale canadienne en 1967 pour célébrer le 100e anniversaire de la Confédération canadienne décernée à des citoyens canadiens qui ont été recommandés par des gouvernements et des associations professionnelles, pédagogiques et culturelles ainsi que des services militaires et de protection, des groupes de vétérans, des associations sportives, des organismes philanthropiques et caritatifs pour avoir fourni un service important au Canada. Quelque 29 500 médailles ont été décernées après son inauguration le 1er juillet 1967 dont 8 500 qui ont été décernées à des membres des Forces armées canadiennes.
La Médaille du centenaire du Canada a été conçue par Bruce W. Beatty (en) et a la forme d'un disque d'argent de 36 mm de diamètre. Sa face comprend les mots « Confederation Canada Confédération » en lettres majuscules entourant une feuille d'érable qui comprend elle-même le monogramme royal de la reine Élisabeth II. De son côté, l'envers comprend les armoiries du Canada au-dessus des dates « 1867 • 1967 ». Le ruban de la médaille est blanc avec des bandes verticales rouges, dont les deux à chaque extrémité sont plus larges que les quatre à l'intérieur disposée à égale distance. Chaque bande représente des intervales de 25 ans, totalisant donc 100 ans.